# Liste der Baudenkmäler in Simmelsdorf
Auf dieser Seite sind die Baudenkmäler in der mittelfränkischen Gemeinde Simmelsdorf zusammengestellt. Diese Tabelle ist eine Teilliste der Liste der Baudenkmäler in Bayern. Grundlage ist die Bayerische Denkmalliste, die auf Basis des Bayerischen Denkmalschutzgesetzes vom 1. Oktober 1973 erstmals erstellt wurde und seither durch das Bayerische Landesamt für Denkmalpflege geführt wird. Die folgenden Angaben ersetzen nicht die rechtsverbindliche Auskunft der Denkmalschutzbehörde.
 Die Liste gibt den Fortschreibungsstand vom 15. April 2020 wieder und umfasst 53 Baudenkmäler.

## Baudenkmäler nach Ortsteilen

### Simmelsdorf
| Lage                                                                                                | Objekt                                       | Beschreibung | Akten-Nr.     | Bild           |
| --------------------------------------------------------------------------------------------------- | -------------------------------------------- | --- | ------------- | -------------- |
| Am Tucherschloss 6, 8, 10, 12 (Standort)                                                            | Schlossanlage, sogenanntes Altes Schloss     | Ehemalige Wasserburg: dreigeschossiger Sandsteinquaderbau mit Halbwalmdach, vorspringendem Fachwerkobergeschoss und -giebel, Fachwerkecktürmchen mit Zeltdächern und polygonalem Treppenturm mit Zeltdach, im Kern 14. Jahrhundert, erneuert Mitte 15. Jahrhundert und Anfang 17. Jahrhundert, gotisierende Umgestaltung von Leonhard Schmidtner um 1845/48; mit Ausstattung Neues Herrenhaus: seit 1808 Vogt- oder Amtshaus, zweigeschossiger, verputzter Walmdachbau mit Fledermausgauben und eingeschossigem Sandsteinquaderanbau mit Flachsatteldach, Kniestock und gotisierendem Aufzugszwerchhaus, 1781, Anbau Mitte 19. Jahrhundert Amtshaus, sogenanntes Neues Schloss: zweigeschossiger, gotisierender Sandsteinquaderbau mit Satteldach, Treppengiebel mit Uhrtürmchen und zweigeschossigen Seitenflügeln mit Ecktürmchen und Balustradenabschluss, 1844/45, Aufstockung der Seitenflügel 1877, Mittelteil nach Brand wiederhergestellt 1894; mit Ausstattung Wohn- und Lagergebäude: zweigeschossiger Massivbau mit Pultdächern und erhöhtem Mittelteil mit Satteldach, wohl 1830/40 Schlosspark: Gartenanlage im Englischen Stil, von Carl Eduard von Pezold, Mitte 19. Jahrhundert Parktor: rechteckige Sandsteinpfeiler mit Satteldachabschlüssen und Ornamentgitter aus Metall, wohl letztes Viertel 19. Jahrhundert | D-5-74-158-1  | weitere Bilder |
| Am Tucherschloss 14 (Standort)                                                                      | Ehemaliges Wohnstallhaus                     | Eingeschossiger Steilsatteldachbau, Erdgeschoss zum Teil Fachwerk auf Kalksteinsockel, Anfang 19. Jahrhundert | D-5-74-158-4  | BW             |
| Bahnhofstraße 12; Nähe Bahnhofstraße (Standort)                                                     | Stationsgebäude                              | Zweigeschossiger Ziegelsteinbau mit Walmdach und Hausteingliederung, um 1895, Stellwerkanbau später Nebengebäude: eingeschossiger Ziegelsteinbau mit flachem Walmdach, 1895 Gegenüber zweiständiger Lokschuppen mit Übernachtungsräumen: eingeschossiger Ziegelsteinbau mit Satteldach und Zwerchhaus, 1895, verlängert 1933 | D-5-74-158-89 | weitere Bilder |
| Föhrenanger; etwa zwei Kilometer südwestlich des Schlosses, in Waldstück bei Simmelsdorf (Standort) | Gruftkapelle der Familie Freiherr von Tucher | Rundbau mit Portikus auf Sockelgeschoss mit breiter Freitreppe, neuromanische Anlage, 1886 von August von Essenwein Einfriedung: Kalkstein | D-5-74-158-12 | weitere Bilder |
| Kirchenweg 1 (Standort)                                                                             | Ehemaliges Wohnstallhaus                     | Eingeschossiger massiver Satteldachbau mit Fachwerkgiebel, 18. Jahrhundert | D-5-74-158-5  | BW             |
| Vor Kreuzstraße 1 (Standort)                                                                        | Wegkreuz                                     | Holzkruzifix mit farbig gefasstem Corpus und Marienfigur auf Konsole mit Rokokokartusche, 18. Jahrhundert | D-5-74-158-11 | BW             |
| Nürnberger Straße 2 (Standort)                                                                      | Wohnstallhaus                                | Zweigeschossiger Satteldachbau mit massivem Erdgeschoss und Fachwerkobergeschoss und -giebel, bezeichnet „1617“, Umbau wohl 18. Jahrhundert | D-5-74-158-7  | BW             |
| Nürnberger Straße 4 (Standort)                                                                      | Ehemaliges Gasthaus                          | Zweigeschossiger, traufseitiger Fachwerkbau mit Steilsatteldach und Steinsockel, erste Hälfte 18. Jahrhundert | D-5-74-158-8  | BW             |
| Nürnberger Straße 8 (Standort)                                                                      | Ehemaliges Wohnstallhaus                     | Zweigeschossiger Satteldachbau mit Fachwerkobergeschoss und -giebel, erste Hälfte 18. Jahrhundert | D-5-74-158-9  | BW             |
| Osternoher Weg 12, 12 a (Standort)                                                                  | Ehemalige Papiermühle                        | Haupthaus: zweigeschossiger Fachwerkbau mit Satteldach, Ende 18. Jahrhundert, rückwärtig eingeschossiger Sandsteinquaderanbau mit Satteldach, Ende 18. Jahrhundert Backofen: kleiner Massivbau mit Satteldach, zweite Hälfte 19. Jahrhundert Ehemalige Papierfabrik: eingeschossiger Sheddachbau, an der Ostseite Mühlrad, Ende 19. Jahrhundert | D-5-74-158-10 | BW             |

### Bühl
| Lage                      | Objekt                              | Beschreibung | Akten-Nr.     | Bild           |
| ------------------------- | ----------------------------------- | --- | ------------- | -------------- |
| Bühl 1 (Standort)         | Pfarrhof                            | Langgestreckter zweigeschossiger Satteldachbau, bezeichnet mit „1661“, verändert 1834 und 1859 | D-5-74-158-16 | BW             |
| Bühl 2; Bühl 4 (Standort) | Katholische Pfarrkirche Sankt Maria | Dreischiffiger verputzter Satteldachbau mit eingezogenem polygonalem Chor mit Strebepfeilern und Westturm, im Kern 13. und 14. Jahrhundert, Umbau 1731–34; mit Ausstattung Kirchhofmauer: massive Mauer mit Portalzugang, wohl 18. Jahrhundert | D-5-74-158-15 | weitere Bilder |

### Diepoltsdorf
| Lage                          | Objekt                   | Beschreibung | Akten-Nr.     | Bild |
| ----------------------------- | ------------------------ | --- | ------------- | ---- |
| Mühlstraße 1 (Standort)       | Mühle                    | Zweigeschossiger Steilsatteldachbau mit verputztem Fachwerkobergeschoss und -giebel, an der Ostseite viergeschossiges Fachwerk-Zwerchhaus mit Walmdach, 18. Jahrhundert | D-5-74-158-18 | BW   |
| Naiferstraße 5, 7 (Standort)  | Herrensitz (von Loefen)  | Sogenannte „Vordere Behausung“: massiver dreigeschossiger turmartiger Bau mit Halbwalmdach, zurückverfolgbar bis 1366, 1555 wiederhergestellt Graben: teilweise erhalten Sogenanntes „Hinteres Haus“: zweigeschossiger massiver Walmdachbau, im Kern spätmittelalterlich             | D-5-74-158-20 | BW   |
| Naiferstraße 10 (Standort)    | Ehemaliges Forsthaus     | Zweigeschossiger, giebelseitiger Frackdachbau, im Kern 1666/67, umgebaut und verlängert um 1837/38 | D-5-74-158-21 | BW   |
| Naiferstraße 18 (Standort)    | Ehemaliger Herrensitz    | Zweigeschossiger, giebelständiger Krüppelwalmdachbau mit Fachwerkobergeschoss, Satteldachgauben und nördlichem Seitenrisalit mit Pyramidendach, um 1570, verändert um 1770, Seitenrisalit nach 1831; mit Ausstattung Wappensteine Einfriedung: Sandsteinquadermauer, 18. Jahrhundert | D-5-74-158-22 | BW   |
| Wesselbergstraße 6 (Standort) | Ehemaliges Wohnstallhaus | Zweigeschossiger, verputzter Massivbau mit Satteldach, erstes Viertel 19. Jahrhundert Ökonomiegebäude: eingeschossiger Massivbau mit vorkragendem Satteldach, nach 1831 | D-5-74-158-23 | BW   |

### Großengsee
| Lage                               | Objekt                               | Beschreibung | Akten-Nr.     | Bild           |
| ---------------------------------- | ------------------------------------ | --- | ------------- | -------------- |
| Simmelsdorfer Straße 7 (Standort)  | Pfarrhaus, ehemaliges Tucher-Schloss | Zweigeschossiger Putzbau mit Mansarddach, Schopf und Zwerchhaus mit Dreiecksgiebel, Dachreiter mit geschweifter Kuppel, im Kern 1630–32, Umbau 1672 Nebengebäude: erdgeschossiger Satteldachbau, 18. Jahrhundert Einfriedung: getreppte Mauer mit Satteldachabschluss, gleichzeitig | D-5-74-158-26 | weitere Bilder |
| Simmelsdorfer Straße 10 (Standort) | Ehemaliges Schulhaus                 | Zweigeschossiger Walmdachbau mit Fachwerkobergeschoss, 1694 | D-5-74-158-24 | BW             |

### Hüttenbach
| Lage                                                  | Objekt                                            | Beschreibung | Akten-Nr.     | Bild           |
| ----------------------------------------------------- | ------------------------------------------------- | --- | ------------- | -------------- |
| Am Schloss 1; Bürgermeister-Roth-Straße 10 (Standort) | Ehemaliger Herrensitz                             | Nordflügel: dreigeschossiger Rechteckbau mit abgewalmtem Satteldach, im Kern 1493 (dendrochronologisch datiert), Umbau 1568 (dendrochronologisch datiert), 1766 und 1792 (dendrochronologisch datiert) Hauptbau: dreigeschossiger Mansardwalmdachbau mit Hauskapelle, 1766; mit Ausstattung Innere und äußere Schlossmauer: wohl 18. Jahrhundert | D-5-74-158-29 | weitere Bilder |
| Am Schloss 4 (Standort)                               | Hofanlage                                         | Ehemaliges Wohnstallhaus: zweigeschossiger Fachwerkbau auf massivem Sockel, im Kern 18. Jahrhundert, wohl Umbau im 19. Jahrhundert, straßenseitig schmaler Erweiterungsbau Ehemaliges Stallgebäude mit Fachwerkgiebel: 19. Jahrhundert, mit neugotischer Tür Nebengebäude: Fachwerkbau, 19. Jahrhundert                                          | D-5-74-158-30 | BW             |
| Bürgermeister-Roth-Straße 1 (Standort)                | Wohnstallhaus                                     | Zweigeschossiger Satteldachbau, Fachwerkgiebel verputzt, 18./19. Jahrhundert | D-5-74-158-35 | BW             |
| Bürgermeister-Roth-Straße 3 (Standort)                | Ehemaliges Judenhaus, sogenanntes steinernes Haus | Zweigeschossiger massiver Satteldachbau mit Zwerchhaus und Putzgliederung, dendrochronologisch datiert auf 1577, Umbau dendrochronologisch datiert auf 1736 Mikwe im Keller | D-5-74-158-36 | BW             |
| Bürgermeister-Roth-Straße 8 (Standort)                | Wohnhaus                                          | Zweigeschossiger Satteldachbau auf Kellergeschoss, mit Eingangslaube, 18./19. Jahrhundert | D-5-74-158-83 | BW             |
| Bürgermeister-Roth-Straße 15 (Standort)               | Wohnhaus                                          | Teil eines ehemaligen Doppelhauses, zweigeschossiger Satteldachbau mit verputztem Fachwerkobergeschoss und -giebel, Mitte 19. Jahrhundert | D-5-74-158-41 | BW             |
| Bürgermeister-Roth-Straße 17 (Standort)               | Kleinhaus                                         | Eingeschossiger Satteldachbau auf Kellergeschoss, Mitte 19. Jahrhundert | D-5-74-158-84 | BW             |
| Burkhardgasse 3 (Standort)                            | Ehemalige Judenschule                             | Zweigeschossiger, traufständiger Satteldachbau, mit Mikwe, wohl 18. Jahrhundert | D-5-74-158-86 | BW             |
| Haunachstraße 23 (Standort)                           | Wohnstallhaus                                     | Eingeschossiger Satteldachbau mit Giebelfachwerk, verputzt, zweite Hälfte 18. Jahrhundert | D-5-74-158-44 | BW             |
| Haunachstraße 31; Haunachstraße 29 (Standort)         | Ehemaliges Wohnstallhaus                          | Frackdachbau, Fachwerk verputzt, 18./19. Jahrhundert, mit rückwärtigem Anbau Scheune: Steilsatteldachbau mit verputztem Fachwerkgiebel, 19. Jahrhundert, mit Anbau | D-5-74-158-88 | BW             |
| Haunachstraße 57 (Standort)                           | Wohnstallhaus                                     | eingeschossiger, verputzter Massivbau mit Steilsatteldach, Dachgeschoss und Giebeln in Fachwerk, 18. Jh. | D-5-74-158-98 | BW             |
| St.-Martin-Straße 2 (Standort)                        | Ehemaliges Gasthaus                               | Zweigeschossiger Steilsatteldachbau mit Fachwerkobergeschoss und -giebel, 1678–88 (dendrochronologisch datiert), Erdgeschoss teilweise erneuert | D-5-74-158-52 | BW             |

### Mittelnaifermühle
| Lage                           | Objekt | Beschreibung | Akten-Nr.     | Bild |
| ------------------------------ | ------ | --- | ------------- | ---- |
| Mittelnaifermühle 1 (Standort) | Mühle  | Zweigeschossiger Satteldachbau, Obergeschoss und Giebel Fachwerk, 17. Jahrhundert Nebengebäude: zweigeschossiger Satteldachbau mit Fachwerkobergeschoss, 17. Jahrhundert | D-5-74-158-53 | BW   |

### Obernaifermühle
| Lage                                                    | Objekt         | Beschreibung      | Akten-Nr.     | Bild |
| ------------------------------------------------------- | -------------- | ----------------- | ------------- | ---- |
| Obernaifermühle 2; am modernen Mühlengebäude (Standort) | Inschriftstein | Bezeichnet „1738“ | D-5-74-158-54 | BW   |

### Oberndorf
| Lage                                                                | Objekt                   | Beschreibung | Akten-Nr.     | Bild |
| ------------------------------------------------------------------- | ------------------------ | --- | ------------- | ---- |
| Oberndorfer Straße 1 (Standort)                                     | Ehemaliges Wohnstallhaus | Zweigeschossiger Satteldachbau mit massivem Erdgeschoss und verputztem Fachwerkgiebel, 18. Jahrhundert, Giebel 19. Jahrhundert | D-5-74-158-55 | BW   |
| Gegenüber Oberndorfer Straße 7 (Standort)                           | Grenzstein               | Verwitterter Stein mit Wappen der Reichsstadt Nürnberg/Herrschaft Rothenberg, 1523/40 | D-5-74-158-62 | BW   |
| Oberndorfer Straße 16; Oberndorfer Straße 14 (Standort)             | Reste eines Bauernhofs   | Remise: zweigeschossiger Satteldachbau mit Fachwerkobergeschoss und massivem Erdgeschoss, bezeichnet mit „1819“, Anbau nach 1833 Backofen: erdgeschossiger Kalksteinbau mit Fachwerkgiebel und Satteldach, nach 1833                                             | D-5-74-158-57 | BW   |
| Nähe Oberndorfer Straße, im südlichen Teil der Ortschaft (Standort) | Martersäule              | Gedrehter Säulenschaft mit Aufsatz, Sandstein, 1518, Erneuerung bezeichnet „1695“ | D-5-74-158-61 | BW   |
| Zur Mühle 4 (Standort)                                              | Hofanlage                | Ehemaliges Wohnstallhaus: ursprünglich eingeschossiger Massivbau, 18. Jahrhundert, im 19. Jahrhundert einseitig aufgestockt Nebengebäude: massiver Satteldachbau, wohl 19. Jahrhundert Nebengebäude: eingeschossiger Fachwerkbau mit Satteldach, 19. Jahrhundert | D-5-74-158-59 | BW   |

### Oberwindsberg
| Lage                                                      | Objekt                                                               | Beschreibung                                                                  | Akten-Nr.     | Bild |
| --------------------------------------------------------- | -------------------------------------------------------------------- | ----------------------------------------------------------------------------- | ------------- | ---- |
| Oberwindsberg 1 (Standort)                                | Ehemaliges Wohnstallhaus                                             | Eingeschossiger Steilsatteldachbau mit Fachwerkgiebel, bezeichnet „1775“      | D-5-74-158-63 | BW   |
| Oberwindsberg 4 (Standort)                                | Scheune                                                              | Fachwerkbau mit Satteldach, über massivem Sockel, im Kern 17./18. Jahrhundert | D-5-74-158-65 | BW   |
| Oberwindsberg 7; unmittelbar bei der Ortschaft (Standort) | Grenzstein mit Wappen Reichsstadt Nürnberg und Herrschaft Rothenberg | 1523, erneuert 1540                                                           | D-5-74-158-66 | BW   |

### Sankt Helena
| Lage                                      | Objekt                                           | Beschreibung | Akten-Nr.     | Bild           |
| ----------------------------------------- | ------------------------------------------------ | --- | ------------- | -------------- |
| Am Naifertal 7; Am Naifertal 9 (Standort) | Evangelisch-lutherische Pfarrkirche Sankt Helena | Langhaus mit Schopfwalmdach und polygonalem Chor mit Strebepfeilern, Chorflankenturm mit Spitzhelm, Turmuntergeschosse und Ostteil des Langhauses spätmittelalterlich, Umbau des Langhauses und Turmausbau 1726; mit Ausstattung An der Chorstirnwand neugotische Grabkapelle für Christoph Wilhelm Friedrich Carl Freiherr von Tucher, gestorben 1848 Kirchhofmauer | D-5-74-158-68 | weitere Bilder |

### Strahlenfels
| Lage                                                | Objekt                   | Beschreibung | Akten-Nr.     | Bild           |
| --------------------------------------------------- | ------------------------ | --- | ------------- | -------------- |
| Schlossberg (Standort)                              | Ehemalige Burg           | Mauerstück und Reste einer in den Fels gehauenen Treppe, mittelalterlich                                                                                                  | D-5-74-158-73 | weitere Bilder |
| Strahlenfels 12 a; 12 b; in Strahlenfels (Standort) | Ehemaliges Wohnstallhaus | Obergeschoss mit reichem Fachwerk, 17./18. Jahrhundert Scheune: Fachwerkbau, 18. Jahrhundert, vergrößert Nebengebäude: Fachwerkbau mit vorkragendem Dach, 19. Jahrhundert | D-5-74-158-71 | weitere Bilder |
| Strahlenfels 13 (Standort)                          | Ehemaliges Wohnstallhaus | Zweigeschossiger Satteldachbau mit massivem Erdgeschoss und Fachwerkobergeschoss und -ostgiebel, 17./18. Jahrhundert                                                      | D-5-74-158-72 | weitere Bilder |

### Unterachtel
| Lage                                     | Objekt          | Beschreibung | Akten-Nr.     | Bild |
| ---------------------------------------- | --------------- | --- | ------------- | ---- |
| Unterachtel 3; in Unterachtel (Standort) | Ehemalige Mühle | Mühlengebäude: zweigeschossiger Massivbau mit Satteldach, Anfang 19. Jahrhundert Scheune: erdgeschossiger Massivbau mit Satteldach und Fachwerkgiebel, Anfang 19. Jahrhundert Scheune: erdgeschossiger Fachwerkbau mit Satteldach, Anfang 19. Jahrhundert Scheune: erdgeschossiger Massivbau mit Satteldach, Fachwerkgiebel und Aufzugszwerchhaus, Mitte 19. Jahrhundert Mühlkanal mit Mühlrad aus Eisen: Anfang 19. Jahrhundert Einfriedung: Metallgitterzaun, spätes 19./frühes 20. Jahrhundert | D-5-74-158-74 | BW   |

### Unternaifermühle
| Lage                          | Objekt                   | Beschreibung                                                                 | Akten-Nr.     | Bild |
| ----------------------------- | ------------------------ | ---------------------------------------------------------------------------- | ------------- | ---- |
| Unternaifermühle 3 (Standort) | Ehemaliges Wohnstallhaus | Eingeschossiger Massivbau mit Fachwerkgiebel, erstes Viertel 19. Jahrhundert | D-5-74-158-75 | BW   |

### Unterwindsberg
| Lage                          | Objekt        | Beschreibung                                                                                               | Akten-Nr.     | Bild |
| ----------------------------- | ------------- | --- | ------------- | ---- |
| Unterwindsberg 4 a (Standort) | Wohnstallhaus | Eingeschossiger massiver Steildachbau, Mitte 19. Jahrhundert, Obergeschossaufbau wohl Ende 19. Jahrhundert | D-5-74-158-76 | BW   |
| In Unterwindsberg (Standort)  | Scheune       | Fachwerkbau auf massivem Sockel, im Kern 18. Jahrhundert                                                   | D-5-74-158-77 | BW   |

### Utzmannsbach
| Lage                      | Objekt                                | Beschreibung | Akten-Nr.     | Bild           |
| ------------------------- | ------------------------------------- | --- | ------------- | -------------- |
| Utzmannsbach 1 (Standort) | Ehemaliges Herrenhaus des Hammergutes | Zweigeschossiger Halbwalmdachbau mit verputztem Fachwerkobergeschoss, 17./18. Jahrhundert, nördlich eingeschossiger Fachwerkanbau mit Satteldach Einfriedung: Sandstein, 17./18. Jahrhundert | D-5-74-158-78 | weitere Bilder |

### Wildenfels
| Lage                     | Objekt        | Beschreibung | Akten-Nr.     | Bild           |
| ------------------------ | ------------- | --- | ------------- | -------------- |
| Haag (Standort)          | Burgruine     | Mauerreste des Bergfrieds und daran anschließender Gebäude, Kalksteinquader bzw. Kalkbruchstein, 13. bis 15. Jahrhundert | D-5-74-158-80 | weitere Bilder |
| Wildenfels 3 (Standort)  | Wohnstallhaus | erdgeschossiger Massivbau mit steilem Satteldach und Fachwerkgiebel, 18. Jh., nach Norden erweitert 1930er Jahre; in Hanglage; Scheune, eingeschossiger Massivbau mit steilem Satteldach und Erdkeller, Mitte 19. Jh., Keller älter | D-5-74-158-97 | BW             |
| Wildenfels 9 (Standort)  | Wohnstallhaus | Zweigeschossiger Massivbau mit Satteldach und Fachwerkgiebel, wohl zweite Hälfte 19. Jahrhundert | D-5-74-158-79 | weitere Bilder |
| Wildenfels 16 (Standort) | Ferienhaus    | Asymmetrisch gruppierter verputzter Betonbau in der Art der anthroposophischen Architektur von Rudolf Steiner, 1958/59 von Michael Kellner, auf Felsen gelagert Nebengebäude: Betonbau, wohl zeitgleich                             | D-5-74-158-90 | BW             |

### Winterstein
| Lage                      | Objekt                       | Beschreibung | Akten-Nr.     | Bild           |
| ------------------------- | ---------------------------- | --- | ------------- | -------------- |
| Winterstein 20 (Standort) | Torbau mit Resten einer Burg | Zweigeschossiger Massivbau mit Satteldach und rundbogiger Tordurchfahrt, östlich anschließend Mauerreste eines rechteckigen Hauptgebäudes mit Eckturmstumpf, Mauerreste 14. Jahrhundert, Torbau 16./17. Jahrhundert Weitere Mauerreste: zum Teil in moderne Wirtschaftsgebäude verbaut | D-5-74-158-82 | weitere Bilder |

## Ehemalige Baudenkmäler
In diesem Abschnitt sind Objekte aufgeführt, die früher einmal in der Denkmalliste eingetragen waren, jetzt aber nicht mehr. Objekte, die in anderem Zusammenhang also z. B. als Teil eines Baudenkmals weiter eingetragen sind, sollen hier nicht aufgeführt werden. Aktennummern in diesem Abschnitt sind ehemalige, jetzt nicht mehr gültige Aktennummern.

| Lage                                       | Objekt        | Beschreibung | Akten-Nr.     | Bild |
| ------------------------------------------ | ------------- | --- | ------------- | ---- |
| Oberndorf Oberndorfer Straße 16 (Standort) | Wohnstallhaus | Eingeschossiger Satteldachbau mit Fachwerkgiebel, 18. Jahrhundert, Obergeschossaufbau und Erkeranbau, 19. Jahrhundert | D-5-74-158-57 | BW   |
| Winterstein Winterstein 1 (Standort)       | Wohnhaus      | Massiver Frackdachbau mit Fachwerkobergeschoss und -giebel, bezeichnet mit „1762“                                     | D-5-74-158-81 | BW   |